# Upshot-Knothole Annie
Upshot-Knothole Annie fue una  prueba de armas nucleares realizada por Estados Unidos como parte de la Operación Upshot-Knothole. Tuvo lugar en el Sitio de pruebas de Nevada el 17 de marzo de 1953 y fue televisado a nivel nacional. La cobertura televisiva en vivo se grabó en un kinescopio, por lo que es un registro poco común del sonido que hace una bomba atómica real.
Operation Doorstep fue un estudio de defensa civil realizado por la Administración Federal de Defensa Civil en conjunto con Annie. Estudió el efecto de la explosión nuclear en dos casas con armazón de madera, cincuenta automóviles y ocho refugios antiaéreos diseñados para uso residencial.
La administración concluyó que un automóvil estaría "relativamente a salvo" de una pequeña bomba nuclear al menos a diez cuadras de distancia si las ventanas se dejaran abiertas para evitar que el automóvil colapsara sobre sus ocupantes. Las casas del estudio se construyeron de tal manera que se minimizaran los efectos térmicos de Annie, con miras a determinar si, en ausencia de fuego, el sótano del más cercano casa - 3500 pies (1066,8 m) del hipocentro - podría albergar a sus ocupantes, mientras que la segunda - en 7500 pies (2286,0 m) - podría permanecer en pie. Ambas viviendas se comportaron como se esperaba en las condiciones de su construcción.